# Amerigo (album Francesco Guccini)
Amerigo è l'ottavo album di Francesco Guccini, pubblicato nel 1978.

## Descrizione
Il titolo del disco deriva dal nome del noto esploratore Amerigo Vespucci, al quale viene accostata la storia del prozio del cantautore, Enrico Guccini.

## Tracce
Testi e musiche di Francesco Guccini, eccetto dove indicato.
Lato A
1. Amerigo – 7:03
2. Libera nos Domine – 4:36
3. 100, Pennsylvania Ave. – 6:35

Durata totale: 18:14
Lato B
1. Eskimo – 8:18
2. Le cinque anatre – 3:46
3. Mondo nuovo – 5:12 (musica: Pietro Guccini)

Durata totale: 17:16

## Formazione
Tra i musicisti che partecipano all'incisione è da ricordare il chitarrista Gianfranco Coletta, fondatore con Ettore De Carolis dei Chetro & Co. e poi componente dapprima del Banco del Mutuo Soccorso e poi degli Alunni del Sole.
- Francesco Guccini – voce
- Deborah Kooperman – chitarra
- Vince Tempera – tastiera
- Juan Carlos Biondini – chitarra
- Pietro Guccini – chitarra acustica
- Gianfranco Coletta – chitarra
- Ares Tavolazzi – basso
- Ellade Bandini – batteria
- Dino D'Autorio – basso
- Flaviano Cuffari – batteria
- Gianemilio Tassoni – basso
- Vincenzo Palermo – batteria
- Renè Mantegna – percussioni
- Paolo Giacomoni – violino, mandolino
- Riccardo Grigolo – armonica
- Giorgio Massini – flauto